# CYP3A4
细胞色素P450 3A4酶（cytochrome P450 3A4，CYP3A4）（EC 1.14.13.97）是身体中的一种重要的酶，主要存在于肝脏和小肠。它可以氧化外源有机小分子（异生素，xenobiotics），如毒素或药物，以便使其排出体外。
CYP3A4会使许多药物失活，但同时它也使一些药物活性增加。一些物质，诸如葡萄柚汁和某些药物，会被CYP3A4的作用所干扰。这些物质将增强或减弱药物的作用，由于CYP3A4的干扰作用。
CYP3A4是细胞色素P450氧化酶家族成员之一。这个家族中的若干其它成员也涉及到药物的代谢，但CYP3A4是最常见和最多面的一个。与该家族所有成员类似，CYP3A4是一种血红蛋白——一种含有附带了一个铁原子的血红素基团的蛋白质。对人类而言，CYP3A4蛋白由CYP3A4基因所编码。这个基因是细胞色素P450基因簇的一部分，位于人类的7号染色体长臂2区1带1子带（chromosome 7q21.1）上。
rCYP3A4（重组CYP3A4，recombinant CYP3A4）是通过基因工程合成的CYP3A4蛋白。

## 功能
CYP3A4是细胞色素P450超家族酶类中的一员。细胞色素P450蛋白质是单氧酶类，可以催化涉及药物代谢以及胆固醇、类固醇和其它脂类成分的合成的众多反应。
CYP3A4蛋白位于细胞的内质网（英語：endoplasmic reticulum）中，其表达受糖皮质激素（英語：glucocorticoid）和一些药物试剂的诱导。该酶参与了现今使用的近半数药物的代谢，其中包括对乙酰氨基酚（英語：acetaminophen）、可待因（英語：codeine）、环孢菌素（英語：ciclosporin/cyclosporin）、地西泮（英語：diazepam）和红霉素（英語：erythromycin）。大部分药物经过CYP3A4的钝化作用，或直接或有利于促进了药物从机体的排泄作用。同样地，许多药品经由CYP3A4活化而形成其活性成分，而许多原毒素也由此成为其毒性形式。

## 蛋白转换
人类的CYP3A4蛋白转换率变化范围很大。 对于肝脏部分的CYP3A4蛋白，体内方法估计该酶生物半衰期（英語：half-life）主要在70到140个小时；体外方法大概在26到79个小时。肠道CYP3A4蛋白的转换很可能类似于肠上皮细胞（英語：enterocyte）的更新率；一种非直接的方法，基于暴露于葡萄柚汁后的活性恢复，其测量结果在12到33个小时。

## 相互作用通路图
點選圖中的基因，可連結到相對應的條目。 
1. ↑  編輯WikiPathways中的代謝途徑：.